# وادي باصور
وادي باصور قرية في ناحية كنسبا التابعة لمنطقة الحفّة في محافظة اللاذقية.  بلغ عدد سكانها 463 نسمة حسب تعداد عام 2004.